# Emperatriz viuda
La emperatriz viuda (también viuda del emperador o emperatriz madre) (en idioma chino y japonés :皇太后; pinyin:  húangtàihòu;  rōmaji: Kōtaigō ;  pronunciación coreana:  Hwang Tae Hu; vietnamita: Hoàng Thai Hau) es el título dado a la madre de un emperador reinante chino, japonés, coreano o vietnamita.
De vez en cuando, se daba este título a otra mujer de la misma generación, mientras que a la mujer de la generación anterior recibía a veces el título de «gran emperatriz viuda». Numerosas emperatrices viudas fueron regentes durante el reinado de los emperadores menores de edad. Muchas de las más prominentes emperatrices viudas extendieron su control durante largos periodos después de que el emperador tuviera la edad suficiente para gobernar; esto fue una fuente de agitación política de acuerdo con la visión tradicional de la historia de China.
También se daba el título de emperatriz viuda a la viuda de un emperador de Rusia o de un emperador de Habsburgo.

## Emperatrices viudas de China

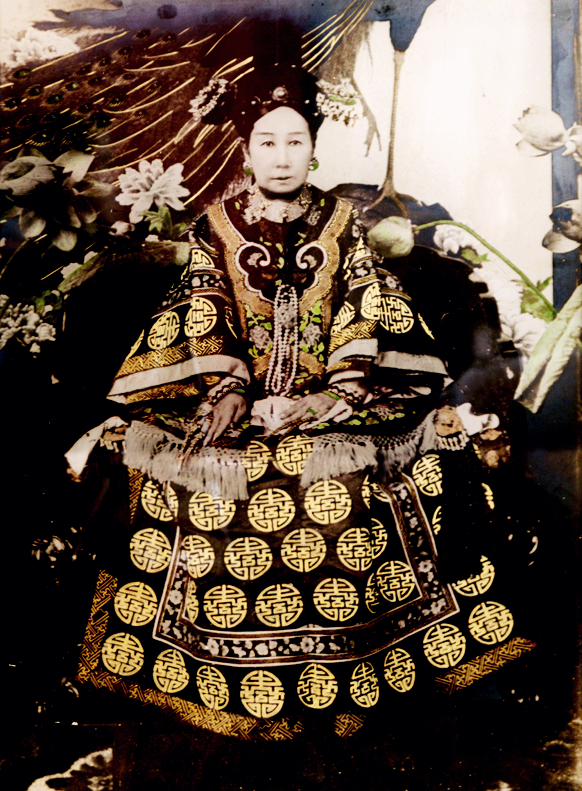
Retrato de la emperatriz viuda Cixi, (1835-1908)

Dinastía Han (漢朝)
- Lü Zhi (241-180 a. C.) (Emperatriz Lü, 呂雉皇后)
- Dou (~205-135 a. C.) (Emperatriz Xiaowen, 竇皇后)
- Wang Zhengjun (71 a. C.-13) (Emperatriz Xiaoyuan, 孝元皇后)
- Deng Sui (81-121) (Emperatriz Hexi, 和熹皇后)
- Liang Na (116-150) (Emperatriz Shunlie, 順烈皇后)
- He (?-189) (Emperatriz Lingsi, 靈思皇后)

Dinastías Meridionales y Septentrionales (南北朝)
- Feng (442-490) (Emperatriz Wenming, 文明皇后)
- Hu (?-528) (Emperatriz Ling, 靈皇后)

Dinastía Tang (唐朝)
- Wu Zetian (624-705) (Emperatriz Wu, 則天順聖皇后)
- Wei (?-710) (Emperatriz Wei, 韋皇后), nuera de Wu Zetian.

Dinastía Song (宋朝)
- Xie Daoqing (1210-1283) (Emperatriz Xie, 謝皇后)

Dinastía Qing (清朝)
- Xiao Zhuang Wen (1613-1688) (Emperatriz Xiaozhuang, 孝莊文皇后)
- Xiaoshengxian (1693-1777) (Emperatriz Xiaoshengxian, 孝聖憲皇后)
- Ci'an (1837-1881) (Emperatriz Xiaozhenxian, 孝貞顯皇后)
- Cixi (1835-1908) (Emperatriz vídua Cixi, 慈禧太后, de facto que gobernó durante 40 años).
- Longyu (1868-1913) (Emperatriz Xiaodingjing, 孝定景皇后), que abdicó a favor de Pu Yi.

## Emperatrices viudas de Habsburgo
Leonor Gonzaga-Nevers (1630-1686) fue emperatriz viuda entre 1657 y 1686.
Aunque nunca se refiere como una viuda, la emperatriz Matilde (1102-1167) fue una controvertida emperatriz de Habsburgo que continuó siendo conocida como «emperatriz» mucho tiempo después de la muerte de su marido Enrique V del Sacro Imperio Romano Germánico.

## Emperatrices viudas de la India
La Reina-emperatriz Victoria quedó viuda en 1861, antes de adquirir el título de reina-emperatriz de la India en 1876. Su hijo, su nieto y su bisnieto, todos murieron antes de que sus esposas, y sus viudas fueron conocidas como emperatrices viudas en este contexto en el India:
- Reina-emperatriz Alejandra (1884-1925), viuda del Rey-emperador Eduardo VII (r. 1901 a 1910).
- Reina-emperatriz María (1867-1953), viuda del Rey-emperador Jorge V (r. 1910-36).
- Reina-emperatriz Isabel (1900-2002), viuda del Rey-emperador Jorge VI (r. 1936-47).[2]

Si Jorge VI del Reino Unido, el último emperador de la India, hubiera muerto antes de que fuera proclamada la independencia de la India en 1947, su viuda habría sido reconocida como la emperatriz viuda de la India. Sin embargo, Jorge VI no murió hasta 1952, algunos años después de la independencia formal de la India y la renuncia al título de emperador de la India por el monarca británico, que tuvo lugar formalmente en 1948.

## Emperatrices viudas de Japón

Estandarte de la emperatriz vaidua de Japón

En la compleja organización de la Corte Imperial de Japón, el título de emperatriz viuda no se delega automáticamente en la consorte principal de un emperador que ha muerto. El título de Kōtaigō (皇太后) únicamente puede ser otorgado o concedido por el emperador que ha accedido al Trono del Crisantemo (皇位).
Se concedió este título Imperial:
- Emperatriz viuda Kōjun (香淳皇太后, Kōjun kōtaigō ? , 1903-2000), viuda del Emperador Shōwa.
- Emperatriz viuda Teimei ( 貞明皇太后, Teimei kōtaigō ?, 1884-1951),[3] viuda del Emperador Taishō Tennō.
- Emperatriz viuda Shōken ( 昭憲皇太后, Shōken kōtaigō ?, 1849-1914),[4] viuda del Emperador Meiji Tennō.
- Emperatriz viuda Eishi ( 英照皇太后, Eishi kōtaigō ?, 1.834 hasta 1.898),[5] viuda del Emperador Kōmei Tennō.
- Emperatriz viuda Yoshiki ( 欣子皇太后, Yoshiki kōtaigō ?, Desde 1779 hasta 1846),[6] viuda del Emperador Kōkaku Tennō.

## Emperatrices viudas de Corea
- Reina Hyojeong (1831-1903) (Emperatriz viuda Myeongheon, 명 헌왕 태후), esposa y viuda de Heonjong de Joseon.

## Emperatrices viudas de Rusia
Las emperatrices viudas de Rusia tenían prioridad sobre la emperatriz consorte. Esto era en ocasiones una fuente de tensión. Por ejemplo, cuando Pablo I fue asesinado, la emperatriz viuda María Feodorovna (Sofía Dorotea de Wurtemberg), que inició esta tradición, a menudo iba cogida del brazo de su hijo, el zar Alejandro I, en las funciones judiciales y ceremonias, mientras que su esposa, la emperatriz Elizabeth Alexeievna (Luisa de Baden), caminaba detrás, lo que provocó el resentimiento por parte de la joven emperatriz. Lo mismo pasó décadas más tarde, cuando el emperador Alejandro III murió y la emperatriz viuda María Fiódorovna Románova (Dagmar de Dinamarca),  tuvo prioridad sobre la emperatriz Alexandra Feodorovna (Carlota de Prusia), lo que supuso una enorme tensión en su relación. La lucha por el poder culminó cuando la emperatriz viuda se negó a entregar ciertas joyas tradicionalmente asociadas con la emperatriz consorte.
Ha habido cuatro emperatrices viuda en Rusia:
- Sofía de Württemberg (1759-1828) (Emperatriz María Feodorovna, Мария Фёдоровна), consorte de Pablo I de Rusia .
- Luisa de Baden (1779-1826) (Emperatriz Elizabeth Alexeievna, Елизавета Алексеевна), consorte de Alejandro I de Rusia .
- Carlota de Prusia (1798-1860) (Emperatriz Alexandra Feodorovna, Александра Фёдоровна), consorte de Nicolás I de Rusia .
- Dagmar de Dinamarca (1847-1928) (Emperatriz María Feodorovna, Мария Фёдоровна), consorte de Alejandro III de Rusia.

La emperatriz Elizabeth Alexeievna fue brevemente y al mismo tiempo, junto con su suegra la emperatriz viuda María Feodorovna, una emperatriz viuda. Por este motivo, a veces no se incluye como una emperatriz viuda.

## Emperatrices viudas de Vietnam

### Dinastías Đinh  y Lê

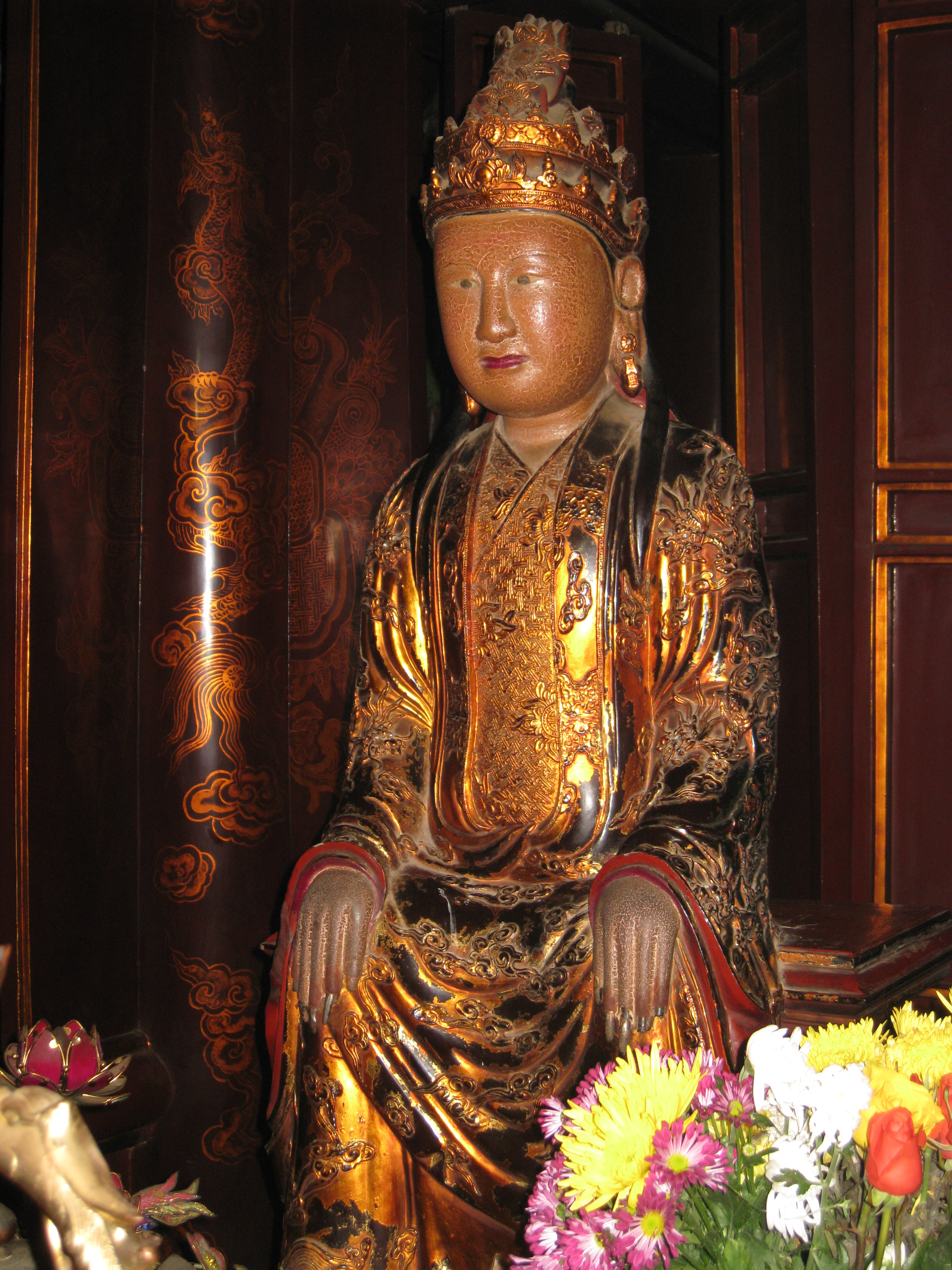
Estatua de la emperatriz Dương Vân Nga (952-1000) en el templo de Lê Hoàn

- Emperatriz Duong Van Nga (楊氏玉雲) (952-1000): En el año 979, su marido, el emperador Đinh Bộ Lhhh,, murió asesinado. Cuando su hijo, el príncipe Đinh Phế Đế,  ascendió al trono, se convirtió en emperatriz viuda y gestionó todos los asuntos políticos. Más tarde destronó a su hijo, cedió el trono a Lê Đại Hành y se casó con él, recuperando el título de emperatriz consorte. Como ejerció dos veces este cargo, fue conocida como «Hoàng hậu hai triều» («emperatriz de dos dinastías»).[7]

Dinastía Lý
- Emperatriz Thượng Dương (上楊皇后) (?-1073).
- Emperatriz Ỷ Lan (靈仁太后) (~1044-1117).
- Emperatriz Chiêu Linh (?-1200).
- Emperatriz Đỗ Thụy Châu.
- Emperatriz An Toàn (?-1.226).
- Emperatriz Trần Thị Dung (靈慈國母) (?-1259).

Dinastía Trần
- Emperatriz  Tuyên Từ  (?-1318).

Dinastía Nguyễn
- Hoàng Thị Cúc, fue la madre del último emperador vietnamita, Bảo Đại.